# 청와대 영빈관
청와대 영빈관(靑瓦臺迎賓館)은 청와대의 부속 시설로, 주로 외빈 영접과 만찬, 대형 행사 등을 담당한다.

## 개요
역대 정부에서는 외국 정상 등의 접견과 식사에 영빈관을 활용하는 경우가 많았다. 외국의 정상급 인사 방한 시 민속공연과 만찬 등을 베푸는 공식 행사장으로 이용하거나 대규모 회의와 연회를 위한 장소로 이용된다.
1층은 외국 국빈의 접견 행사, 2층은 대규모 행사나 회의가 열리며, 수용 인원은 약 250명이다.

## 역사
청와대 영빈관 신축 공사는 1978년 1월 15일 시작하여 그해 12월 22일 완공되었다. 부족한 공간을 확보하기 위해 주변의 민가 일부도 매입했다. 12월 27일 저녁 박정희 대통령의 제9대 대통령 취임 축하 리셉션과 만찬, 축하공연이 거행되었다.
미국, 일본, 북한의 영빈관은 국빈이 유숙을 할 수 있지만, 청와대 영빈관은 오직 만찬만 가능하며, 숙소는 다른 곳에서 해결해야 한다.

## 과거의 영빈관

### 조선호텔
고종은 1년간의 아관파천 이후 1897년 2월 경운궁(덕수궁)으로 환궁했다. 1898년 남별궁 터에 환구단을 새롭게 세웠다. 과거, 조선에서는 천자가 아닌 제후국(諸侯國)의 왕이 천신에 제사 지내는 것이 합당하지 않다는 논란 때문에 여러 차례 환구단을 없앤 일이 있었다.
1910년 8월 29일 경술국치로 조선이 멸망하고, 일본의 조선총독부는 환구단 부지를 훼철하고 조선총독부의 직영호텔인 조선호텔을 신축했다.
1922년 10월 7일 간인노미야 고토히토 친왕(閑院宮載仁親王)과 1931년 4월 27일 간인노미야 하루히토 왕(閑院宮春仁王)이 방한했을 때도 조선호텔에 묵었다는 기사를 통해 이 호텔이 일제의 영빈관 기능도 겸했음을 알 수 있다.

### 신라호텔 영빈관
1958년 11월 14일 국무회의에는 영빈관을 짓기 위한 ‘장충단공원 부지 국유화 신청안’이 부의됐다. 11월 27일 이승만 대통령도 현장을 직접 방문해 돌아본 후 12월 30일 영빈관용으로의 장충단공원 부지 국유화가 가결됐다. 신축공사는 1959년 1월 13일부터 시작은 됐다. 그러나 4·19 혁명의 여파로 이승만 대통령이 하야하면서 영빈관은 기초공사 단계에서 중단됐다. 윤보선 정부 당시 추가로 건물 지붕까지는 완성했으나 5·16 군사 쿠데타가 발생하면서 또다시 공사가 중단됐다.
영빈관의 필요성을 느꼈던 박정희 대통령에 의해 1964년 11월 30일 건축 예산 4300만원이 국회를 통과하면서 1965년부터 공사는 다시 속도를 내기 시작했다. 두 번의 공사 중단 등 우여곡절을 겪은 후 8년 만인 1967년 2월 28일 드디어 오늘날의 신라호텔 영빈관이 완공됐다.
그러나, 적자에 시달렸고, 이에 정부는 민간에 매각했다. 1973년 6월 26일 영빈관과 인근 국유림 약 2만7000여 평에 대한 공매처분하여, 이를 주식회사 임페리얼(신라호텔)이 사들였다.

## 각국의 영빈관
- 조선민주주의인민공화국 - 백화원 영빈관
- 일본 - 아카사카 이궁
- 중국 - 댜오위타이 국빈관
- 대만 - 타이베이 빈관